# Cascada de Marmore

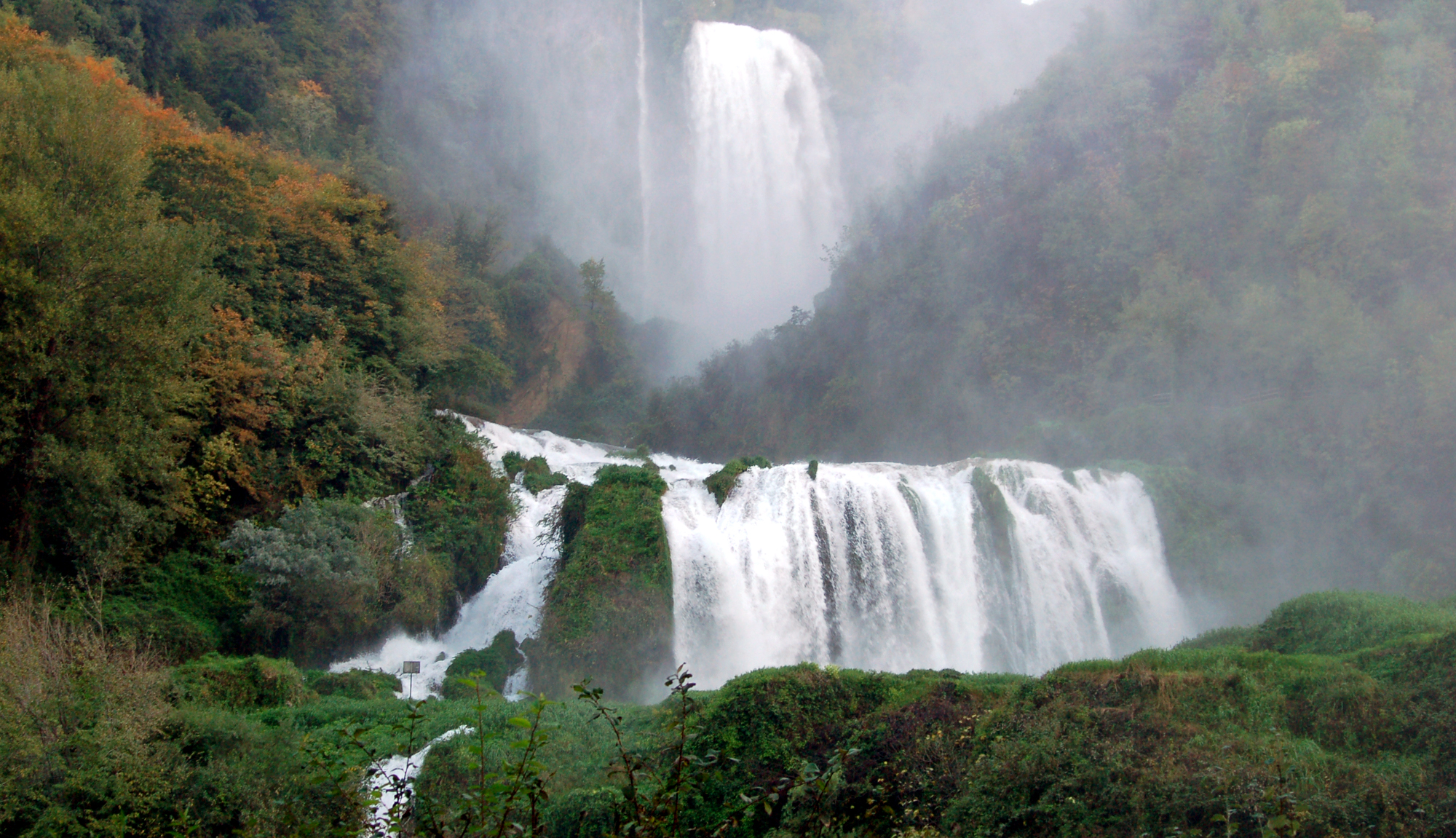
La cascada delle Marmore desde la carretera 209.

La cascada de Marmore (en italiano: cascata delle Màrmore) es una cascada artificial de las más altas de Europa, contando con una altura total de 165 metros, dividida en tres saltos (el primero, el más alto, de 83 metros). Se encuentra a unos 7,5 km de Terni, en la región de Umbría (Italia), casi donde termina la Valnerina (valle del río Nera). La cascada se forma por el río Velino que, cerca del poblado de Marmore, sale del lago de Piediluco y cae al valle del Nora

## Historia
El río Velino atraviesa una gran parte de la meseta que rodea Rieti, y al llegar al valle queda atascado naturalmente por la presencia de macizos calcáreos y por la ausencia de un cauce adecuado. Esta peculiar configuración geológica ha llevado, a lo largo del tiempo, a la formación de una ciénaga estancada, perjudicial para la salud de estos lugares. En el 271 a. C., el cónsul romano Manio Curio Dentato ordenó la construcción de un canal (el Cavo (corte) Curiano) para que fluyeran las aguas hacia el "salto" natural de Marmore: desde allí, el agua caía directamente en el río Nera, afluente del Tíber.
Sin embargo, la solución a este problema conllevaba otro: con las riadas del Velino, la enorme cantidad de agua transportada por el Nera amenazaba directamente a la ciudad de Terni. Este fue motivo de un pleito entre ambas ciudades, el cual incluso se llegó a discutir en el Senado Romano en el 54 a. C.: Terni estaba representada por Quinto Hortensio y Rieti por Cicerón. El pleito no se solucionó, y las cosas quedaron así durante los siglos siguientes.
La falta de mantenimiento del canal provocó la disminución del flujo de las aguas y llegó a crear un área estancada en la llanura de Rieti. Tras muchas peripecias, en el 1422, fue construido un nuevo canal para restablecer el caudal original del río (Cavo Reatino o Cavo Gregoriano, por la intervención del papa Gregorio XII).
El papa Pablo III, en 1545, mandó Antonio da Sangallo el Joven para que construyera otro canal, la Cava Paolina, pero que no duró más de cincuenta años.
En consecuencia, se pensó ampliar la Cava Curiana y  construir un puente regolatore, una especie de válvula de escape que permitiera controlar el flujo de las aguas. Esta obra fue inaugurada en el 1598 por Papa Clemente VIII, y obviamente el canal se llamó Cava Clementina.
En los dos siglos siguientes, la obra creó bastante problemas al valle, obstaculizando el flujo del Nera y provocando la inundación del campo circundante. Por orden del Papa Pio VI, en el 1787, el ternano Andrea Vici trabajó directamente en los saltos de la cascada, dándole el aspecto actual y solucionando finalmente la mayoría de los problemas.
En el siglo XIX las aguas de la cascada comenzaron a ser utilizadas por la su fuerza motriz: en el 1896, las recién fundadas Acciaierie di Terni se alimentaban explotando las aguas del Cavo Curiano. En los años siguientes, la cascada empezó a ser explotada intensamente para la producción de energía hidroeléctrica.
Una mirada panorámica de la cascada se puede admirar desde el pueblo medieval de Torreorsina, el único de la Valnerina que se asoma directamente hacia ella.

## La cascada hoy
Hoy en día, las aguas de la cascada están explotadas para la producción de energía eléctrica. Esto conlleva que la cascada misma no esté siempre activa y que la mayoría del tiempo se mengüe a las dimensiones de un torrente. 
Para ver la cascada en funcionamiento es necesario acudir en horarios precisos, que varían según la estación. Desde hace cinco años es posible subir a todos los miradores y realizar un precioso paseo por el parque de la cascada comprando una entrada. Cuando está en funcionamiento, el efecto es espectacular: una señal acústica avisa de la apertura de las sangraderas de regulación, y el pequeño torrente se transforma en un río desbordante.

## Visitantes ilustres
Las obras de ingeniería y la naturaleza que la rodea, siempre han llamado un gran número de turistas y visitantes, hasta que se crearon lugares de observaciones seguros y estables (la Specola arriba, plaza Vasi abajo, y unos cuantos miradores). Entre ellos, se pueden citar personajes ilustres: Plinio, Cicerón, un gran número de papas, Galileo Galilei, Vittorio Alfieri, Ferdinando II de las Dos Sicilias, la Reina de Nápoles, Salvator Rosa, Corot, Gioacchino Belli, Lord Byron y muchos más. La cascada, en los siglos XVIII y XIX, representaba a menudo una jornada de visita del Grand Tour hacia Roma.

The roar of waters! - from the headlong height Velino cleaves the wave-worn precipice; 
The fall of waters! rapid as the light The flashing mass foams shaking the abyss; 
The Hell of Waters! where they howl and hiss, And boil in endless torture; while the sweat 
Of their great agony, wrung out from this Their Phlegethon, curls round the rocks of jet 
That gird the gulf around, in pitiless horror set, And mounts in spray the skies, and thence again 
Returns in an unceasing shower, which round, With its unemptied cloud of gentle rain, 
Is an eternal April to the ground,  Making it all one emerald: - how profound The gulf! and how the Giant Element From rock to rock leaps with delirious bound, Crushing the cliffs, which, downward worn and rent With his fierce footsteps, yield in chasms a fearful vent To the broad column which rolls on, and shows  More like the fountain of an infant sea Tom from the womb of mountains by the throes Of a new world, than only thus to be Parent of rivers, which flow gushingly, 
With many windings, through the vale: - Look back! Lo! where it comes like an Eternity,
As if to sweep down all things in its track, Charming the eye with dread, - a matchless cataract,
Horribly beautiful! but on the verge, From side to side, beneath the glittering morn, 
An Iris sits, amidst the infernal surge, Like Hope upon a death-bed, and, unworn 
Its steady dyes, while all around is torn By the distracted waters, bears serene Its brilliant hues with all their beams unshorn: Resembling, 'mid the torture of the scene, Love watching Madness with unalterable mien.
Lord Byron

## Enlaces
- La cascada
- Agenzia de gestión turística